# Anna Dzionek-Kwiatkowska
Anna Dzionek-Kwiatkowska – polska śpiewaczka i pedagog.
Absolwentka Wydziału Wokalno-Aktorskiego Akademii Muzycznej w Łodzi (klasa śpiewu prof. Adeli Winiarskiej-Skrzyneckiej). Od 1997 solistka Teatru Muzycznego w Łodzi. W latach 2010–2011 solistka Teatru Muzycznego Roma w Warszawie. Od 1998 pedagog Akademii Muzycznej w Łodzi (od 2004 prowadzi klasę śpiewu solowego). Doktor habilitowana (2013).

## Nagrody
- 1996: XXXIII Międzynarodowy Konkurs Wokalny im. Francisco Vinasa w Barcelonie - nagroda specjalna[3]
- 2008: Nagroda Prezydenta Miasta Łodzi[4]
- 2011: odznaka honorowa „Zasłużony dla Kultury Polskiej”
- 2013: ARION - nagroda Sekcji Teatrów Muzycznych ZASP[5]